# Asplenium cyprium
Asplenium cyprium là một loài dương xỉ trong họ Aspleniaceae. Loài này được Viane & Van Den Heede mô tả khoa học đầu tiên.
Danh pháp khoa học của loài này chưa được làm sáng tỏ. 